# Gerhard Lichtenfeld

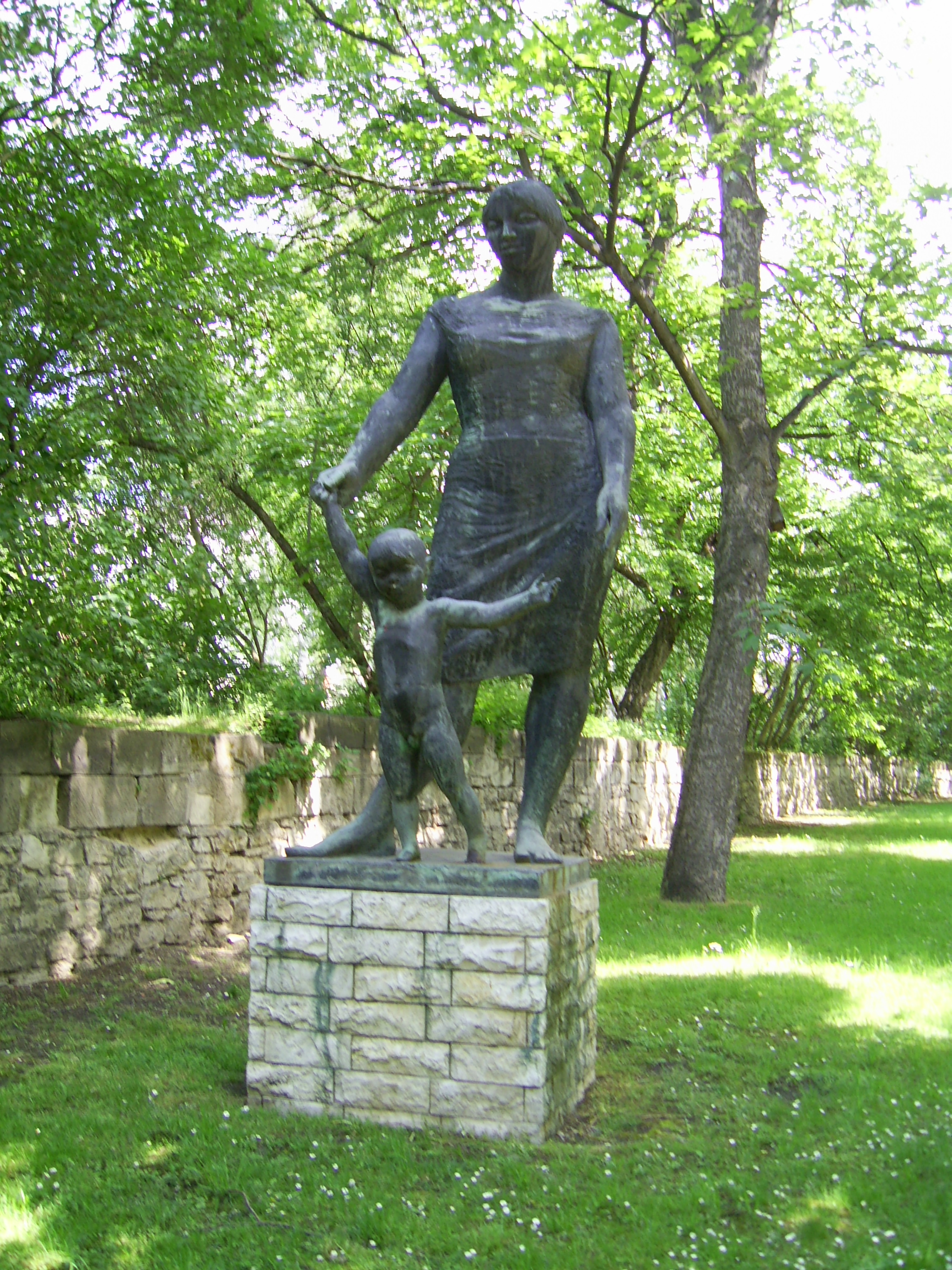
Plastik Mutter und Kind von Gerhard Lichtenfeld in Naumburg (Saale)

Gerhard Lichtenfeld (* 6. November 1921 in Halle (Saale); † 6. November 1978 ebenda) war ein deutscher Künstler.

## Leben und Werk
Lichtenfeld absolvierte zwischen 1942 und 1945 das Studium der Rechtswissenschaft an der Martin-Luther-Universität Halle-Wittenberg in Halle. Zuvor hatte er nach einem Unfall beim Reichsarbeitsdienst seinen linken Unterarm verloren. Trotzdem versuchte er ein ganzes Bildhauerleben hindurch, alle handwerkliche Tätigkeiten, so weit es ging, allein zu bewältigen. Von 1945 bis 1946 war er Bauhilfsarbeiter, bevor er 1946 ein sechsjähriges Studium am Institut für künstlerische Werkgestaltung Burg Giebichenstein begann. Dieses Studium bei Gustav Weidanz schloss er 1952 mit dem Diplom als Bildhauer ab, bis 1956 arbeitete er anschließend als dessen Assistent. 1955/56 verbrachte er mehrwöchige Aufenthalte an der Kunstakademie München, um seine Kenntnisse im Wachsausschmelzverfahren für den Bronzeguss zu vervollkommnen.
Nach zwei weiteren Jahren als Oberassistent erhielt er 1959 die Leitung über die Bildhauerklasse. Bis zur Verleihung der Professur 1966 arbeitete er als Dozent dieser Klasse. Nachdem Lichtenfeld 1974 den Nationalpreis der DDR bekam, führten ihn Studienreisen in die Sowjetunion, die Tschechoslowakei und nach Ungarn. 1977 erfolgte die Ernennung zum ordentlichen Professor. Er gehörte der LDPD an.
Lichtenfeld arbeitete fast ausschließlich für den Bronzeguss. Viele seiner Arbeiten wurden von ihm selbst in der hochschuleigenen Gießerei gegossen. Seine Schüler erhielten eine fundierte gestalterische, aber auch handwerkliche Ausbildung. Zugleich arbeitete er als Medailleur. Damit war er ein würdiger Nachfolger von Gustav Weidanz, der die Hallesche Medaillenschule begründete, die bis heute in der 4. und 5. Schüler-Generation noch tätig ist.
Lichtenfeld hatte eine große Zahl von Einzelausstellungen und Ausstellungsbeteiligungen u. a. von 1962 bis 1983 an der Fünften Deutschen Kunstausstellung bis zur IX. Kunstausstellung der DDR in Dresden. Seine Arbeiten wurden auch im Ausland präsentiert, u. a. in Helsinki, Paris, Kairo, Antwerpen, Moskau, Neu-Delhi, Tallinn, Visby. Zudem führten ihn Ausstellungsreisen nach Bulgarien, Frankreich und Ungarn. 
1986 wurde in der Kunsthalle Bad Kösen die Ausstellung Gerhard Lichtenfeld und Schüler. Plastik und Zeichnungen ausgerichtet.

## Werke (Auswahl)

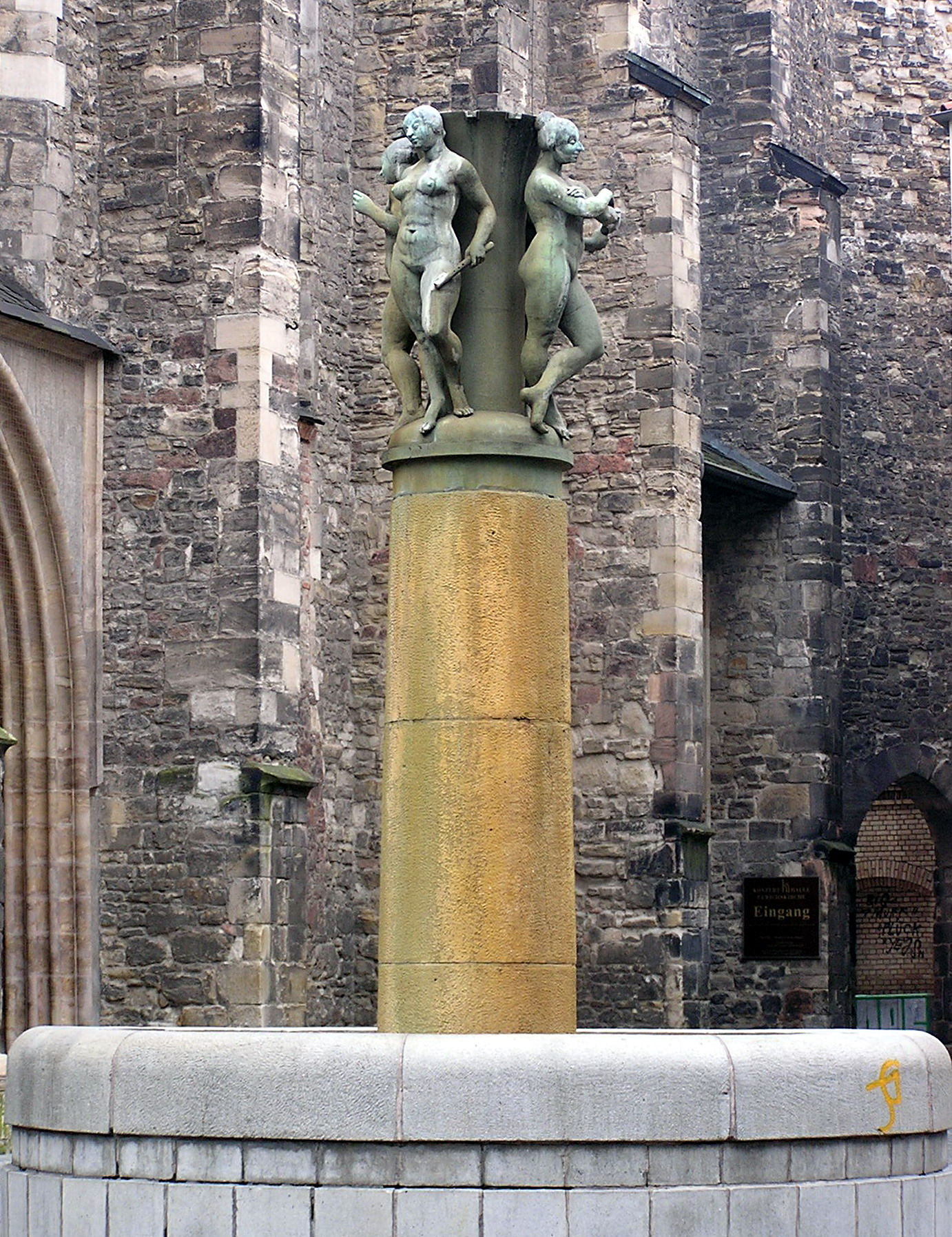
Musenbrunnen in Halle (Saale)

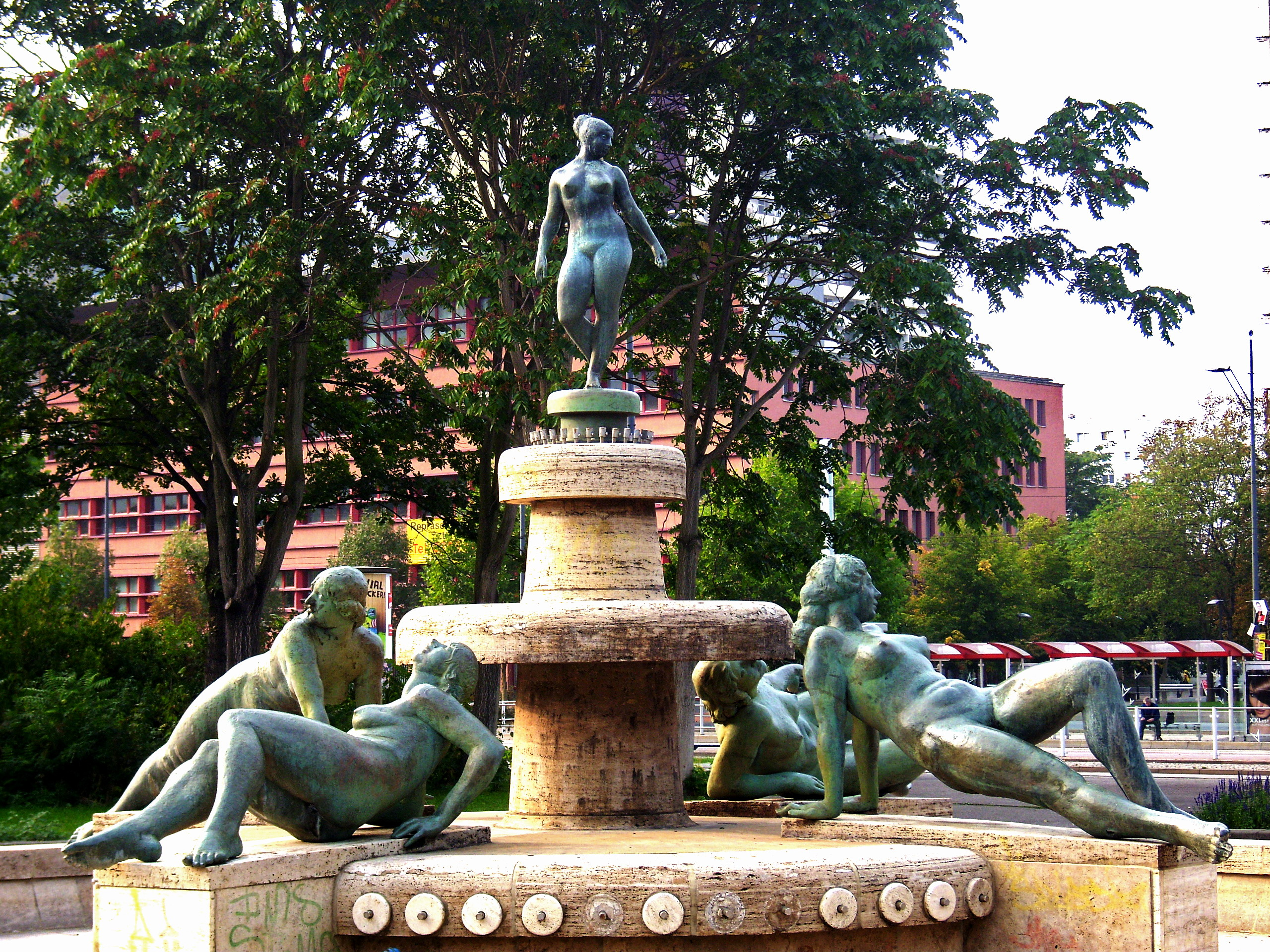
Frauenbrunnen in Halle (Saale)

- Europa mit dem Stier, Bronze o. J., Tierpark Gotha
- Anette, Bronze 1964, Plastik-Park Leuna, Leuna
- Frau in der Sonne, Bronze, 1970/1974[2]
- Brunnen in Halle-Neustadt (4 liegende weibliche Figuren und eine stehende Figur), Bronze 1970–1974, Halle (Saale)
- Musenbrunnen, 1974, Halle (Saale)
- Mutter mit Kind, o. J., Naumburg (Saale)
- Brunnen, 1978, Neuer Garten, Potsdam
- Händel-Medaille zum Händel-Preis der Stadt Halle (Saale)

## Museen und öffentliche Sammlungen mit Werken Lichtenfels' (mutmaßlich unvollständig)
- Staatliche Galerie Moritzburg Halle (Saale)
- Kunstmuseum Kloster Unser Lieben Frauen
- Kunstsammlungen am Theaterplatz, Chemnitz[3]
- Klassik-Stiftung Weimar
- Stadtmuseum Jena
- Romanisches Haus Bad Kösen
- Museum der bildenden Künste Leipzig
- SMPK, Nationalgalerie, Berlin
- Kustodie der Kunsthochschule Burg Giebichenstein Halle (Saale)

## Ehrungen
- 1965 und 1970 (Kollektiv „Monument 25 Jahre demokratische Bodenreform“) Händelpreis des Bezirkes Halle
- 1971 Kunstpreis der Stadt Halle (Saale)
- 1974 Nationalpreis der DDR III. Klasse für Kunst und Literatur[4]
- Benennung einer Straße in Halle als Gerhard-Lichtenfeld-Weg[5]